# Khalil Raad

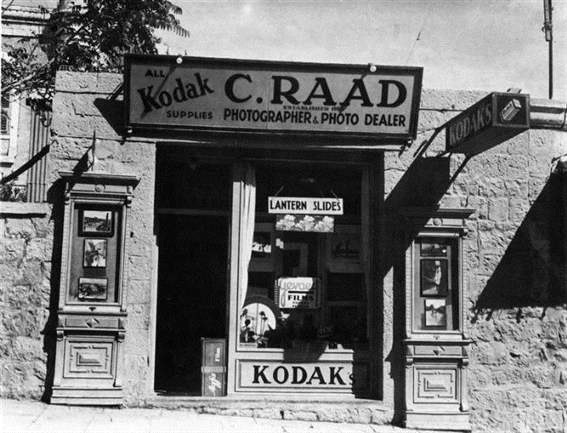
Obchod Khalila Raada na ulici Jaffa v Jeruzalémě

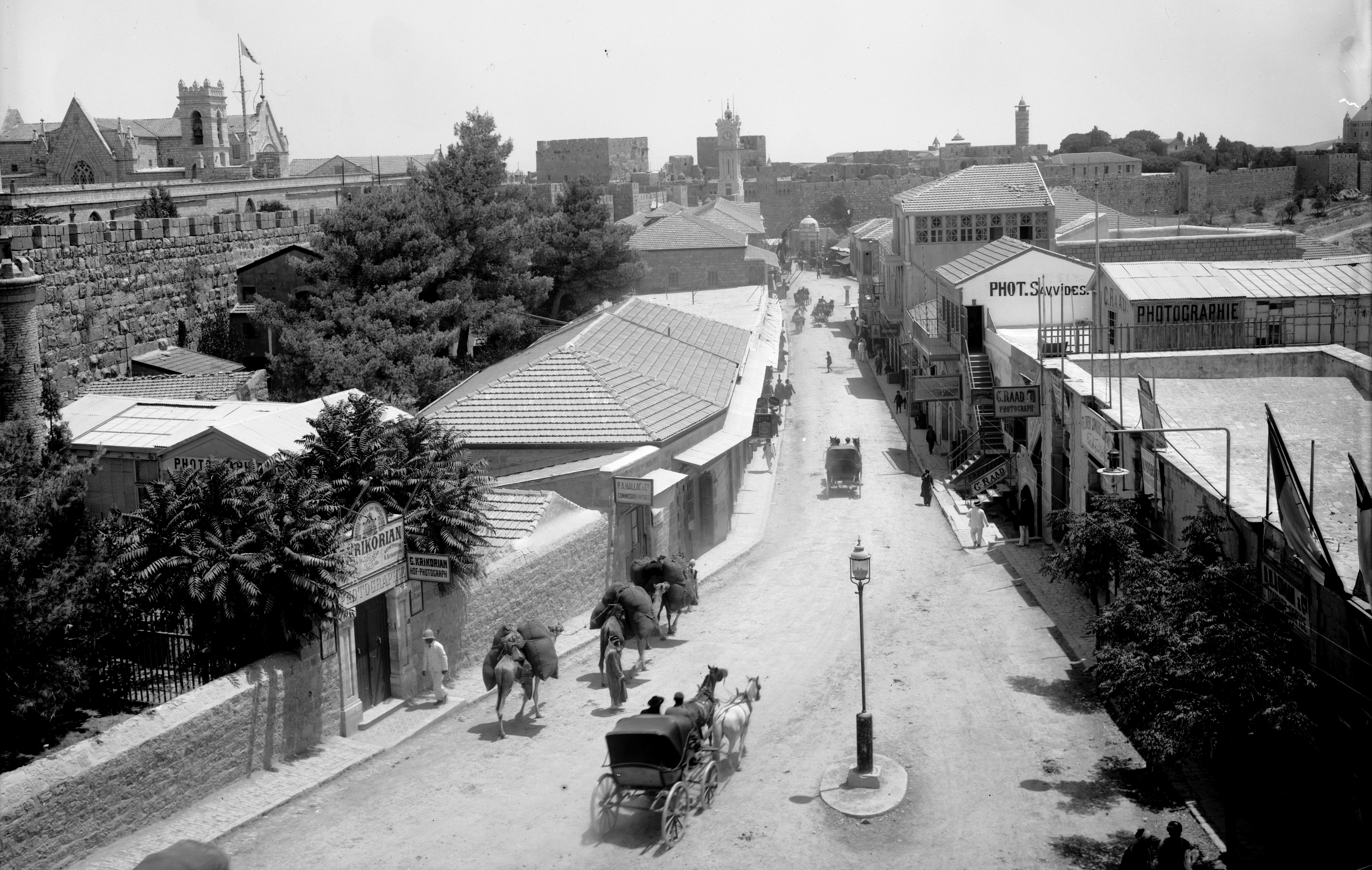
Grigorjanovo fotografické studio na hlavní ulici v historické části města; napravo proti němu má své studio Khalil Raad

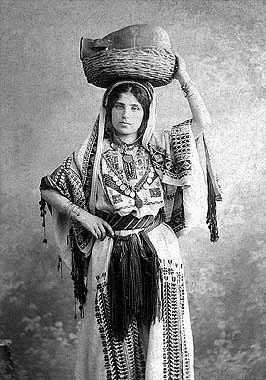
Žena v tradičním palestinském oblečení v Rámaláhu, 1920

Khalil Raad (1854–1957) byl fotograf, známý jako „první arabský fotograf v Palestině“. Mezi jeho díla patří přes 1230 skleněných desek, desítky pohlednic a dosud nepublikované negativy, které dokumentují politické události a každodenní život v Palestině, Sýrii a Libanonu v průběhu padesáti let.

## Životopis
Raad se narodil v roce 1854 v libanonském Bhamdounu. Jeho otec Anis uprchl z rodinné vesnice Sibnay poté, co konvertoval od maronitské víry k protestantismu. V roce 1860, během sektářských sporů postihujících horské oblasti byl Raadův otec zabit. Po jeho smrti ho Raadova matka vzala i s jeho sestrou Sarah do Jeruzaléma, kde bydleli u příbuzných.

## Fotografie
Raad nejprve studoval fotografii u Karapeta Grigorjana (commons.), arménsko – palestinského absolventa fotografické dílny, kterou založil Issay Garabedian, arménský patriarcha Jeruzaléma. Raad v devadesátých letech otevřel své vlastní studio v ulici Jaffa, v historické části města, hned naproti ateliéru svého bývalého učitele a začal mu přímo konkurovat. Vztahy mezi těmito dvěma rodinami začaly být napjaté. Poté, co Garabedův syn John v roce 1913 převzal kontrolu nad ateliérem a oženil se s Raadovou neteří Najlou, spory skončily a obě studia začala spolupracovat. Jeho manželka pak byla známá jako „nevěsta míru“.
Raad se oženil v roce 1919 s Annie Mullerovou, švýcarskou státní příslušnicí, která pracovala jako asistentka Kellera, fotografa, se kterým Raad studoval ve Švýcarsku v předvečer první světové války. S Mullerovou se vrátil do Palestiny , aby žili v obci Talbija nedaleko Jeruzaléma, kde Raad kandidoval na starostu a byl ve volbách zvolen.
Raad pokračoval ve své fotografické práci na téma: politické události, každodenní život a velké archeologické vykopávky prováděné v Palestině. Jeho fotografické studio bylo v roce 1948 zničeno během židovských útoků na město a rodina byla nucena se odstěhovat, nejdříve na několik měsíců do Hebronu a poté do Raadovy rodné vesnice, Bhamdounu. Poté, co ho biskup Ilya Karam pozval do řeckého pravoslavného patriarchátu, Raad tam pobýval od konce roku 1948 až do své smrti v roce 1957.

## Fotografická díla
Raadovy fotografie dokumentovaly politické události a každodenní život v Palestině, Sýrii a Libanonu v průběhu padesáti let. Zhotovil přes 1230 skleněných desek, které z jeho ateliéru během arabsko-izraelské války v roce 1948 zachránil mladý italský přítel, který v noci několikrát překročil Zemi nikoho. Také v jeho studiovém archivu byla řada negativů, z nichž některé ještě nebyly vytištěny. Celý archiv byl věnován Institutu palestinských studií a mnoho fotografií bylo publikováno v díle Before their Diaspora v časopise Journal of Palestine Studies.
Sbírka pohlednic, které nesou Raadovu signaturu, je v majetku Středovýchodního centra Oxfordské univerzity. Sbírka obsahuje také čtyřicet tisků portrétů osmanských vojáků v Palestině z první světové války. Tyto fotografie byly zjevně určeny k propagandě osmanských ozbrojených sil, jak uvádí Badr al-Hajj. Ruth Raad, Khalilova dcera, uvedla, že její otec byl přítelem vojenského guvernéra Sýrie pod osmanskou vládou Džamála Paši, který usnadnil Raadův přístup na egyptsko- palestinskou frontu.

## Kritika
Raad také vyráběl pohlednice pro turisty. Moderní učenci, jako Annelies Moors, se staví kriticky k prezentaci palestinských Arabů a upozorňuje, že „časté používání biblické konotace, které popisuje jejich životy jako statické,“ tedy, které vyhovují orientalismu charakterizující západní pohlednici vylíčení těch druhých„
Akademici, kteří podporovali palestinský národní boj, jako například Bader Al Haj, Walid Khalidi a Elias Sanbar, Khalila Raada kritizovali za jeho fotografie ukazující život v zemi, kritizovali jej, že pomáhá „sionistické“ propagandě. Anneliese Moors, nizozemská výzkumnice, uvedla v reakci na akademiky, kteří podpořili palestinský národní boj, byla přesvědčena, že některé Raadovy fotografie měly konotace z Bible nebo Nového zákona, což dodávalo legitimitu postavám na fotografiích a jejich životům. Moors i izraelská kurátorka Rona Sela však zdůrazňují, že Raad nejprve fotografoval pro komerční a turistické účely. Aby vysvětlila svůj názor, Rona Sela uvedla, že Raad „postrádal politické povědomí“ a přizpůsobil se vzorům, které vypadaly jako „koloniální“ stereotyp, což mělo přímý účinek z písma Křesťanů a Židů. Kromě několika politických shromáždění fotograf během aktivní fotografické éry ve své práci konflikt mezi Araby a Židy nespecifikoval.

## Galerie

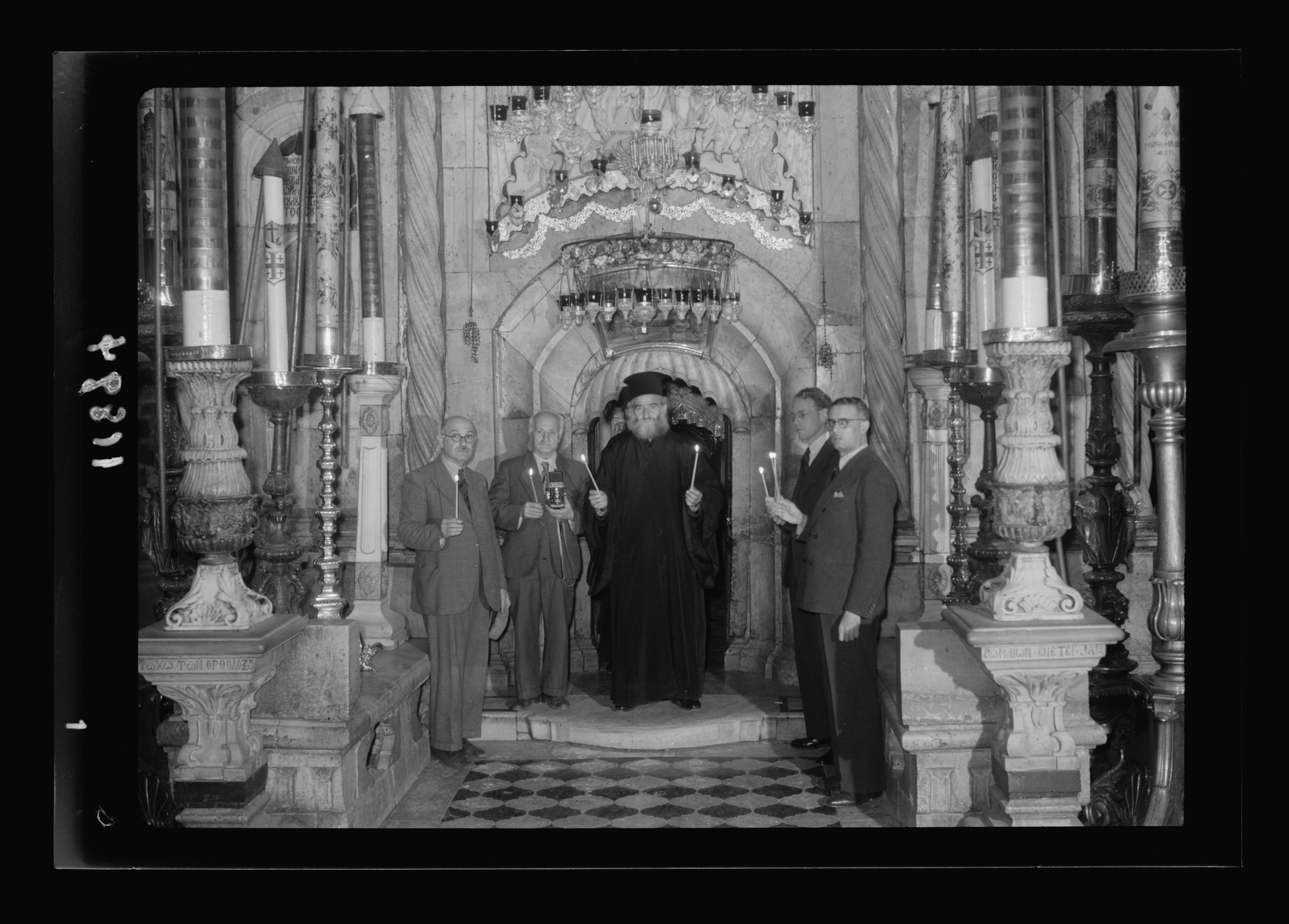
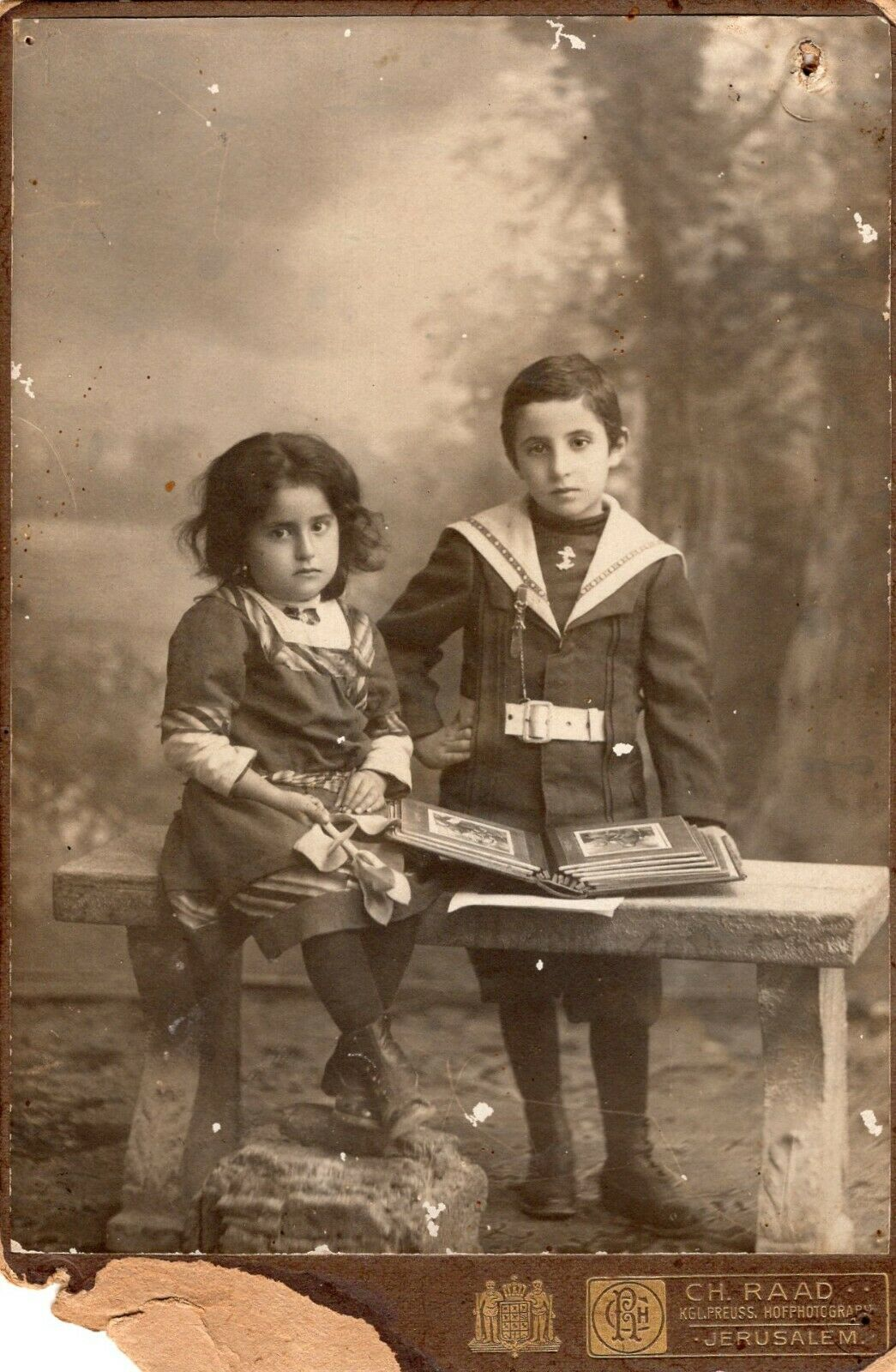
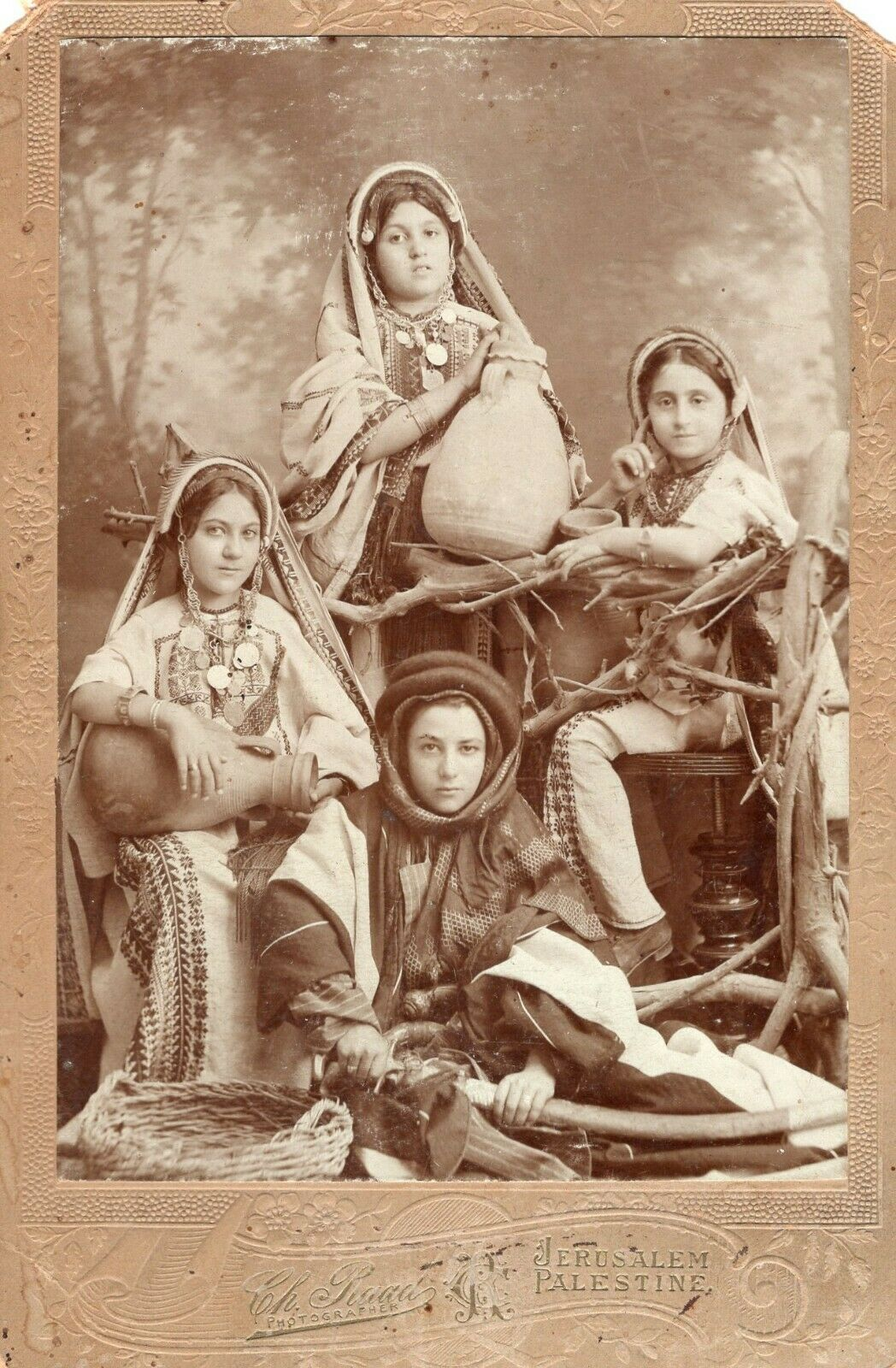
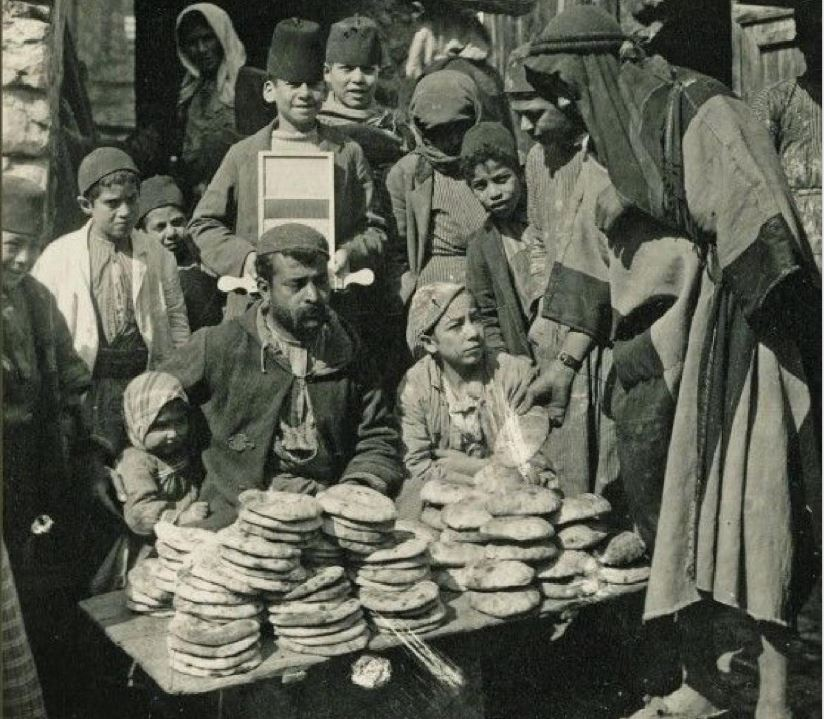
Prodavač chleba
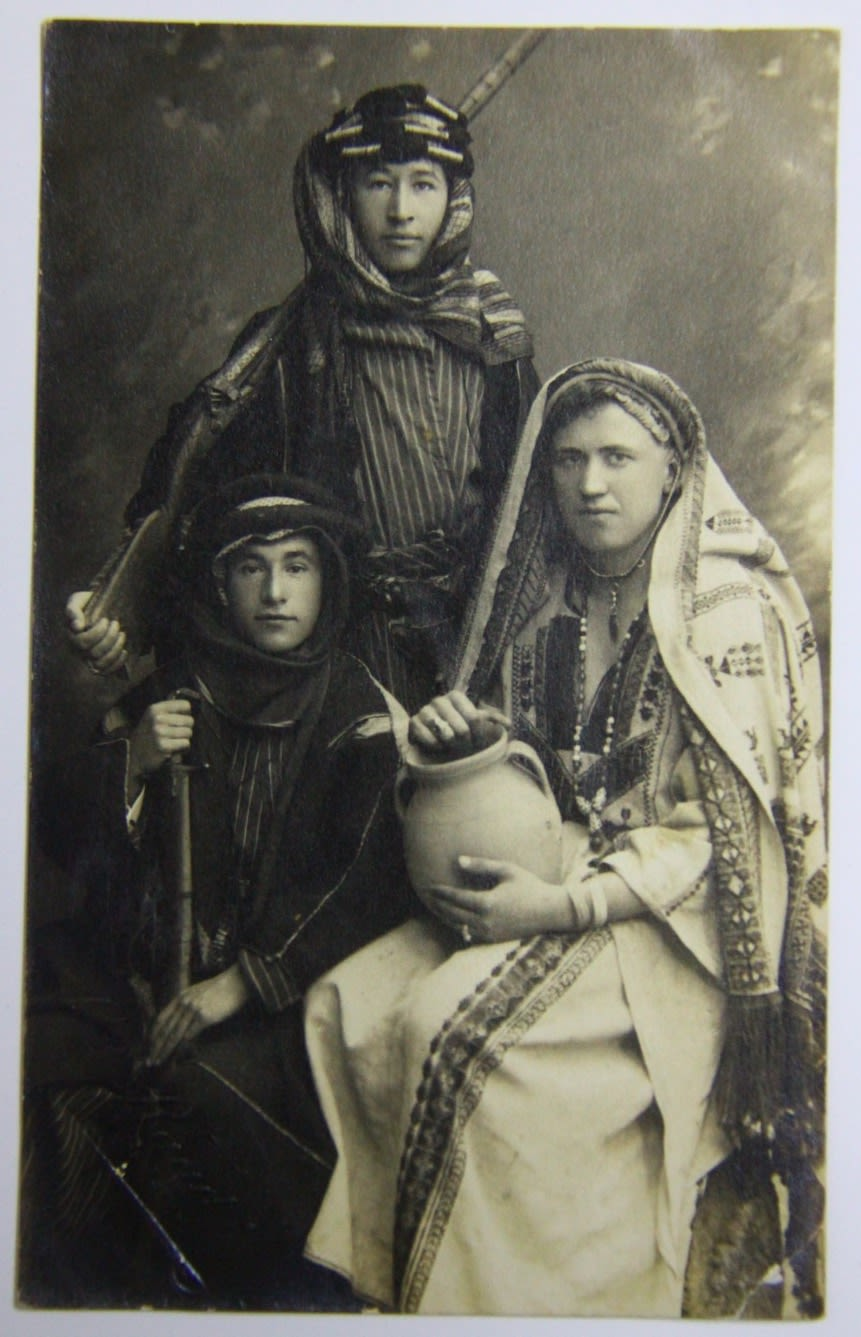
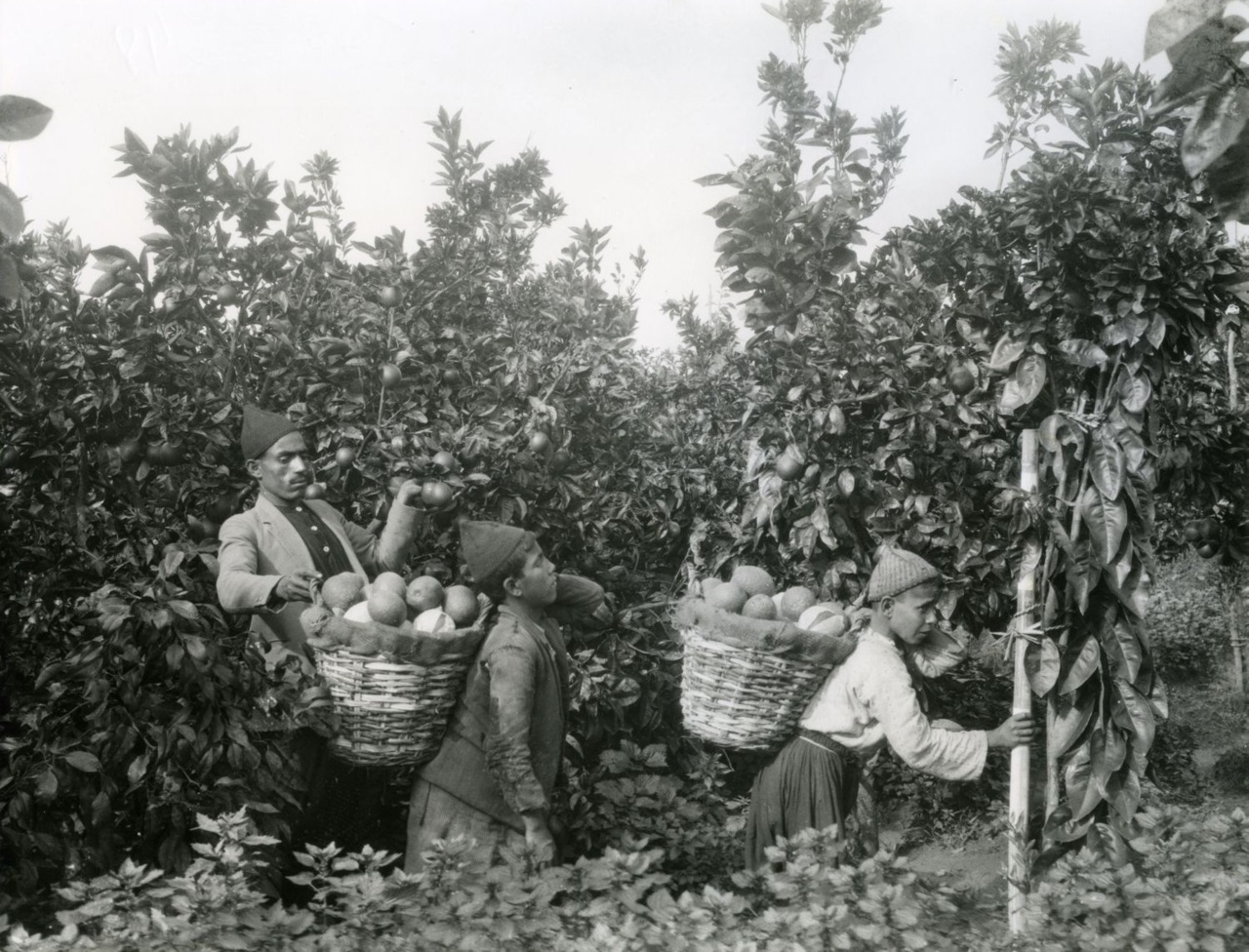
Sběrači pomerančů
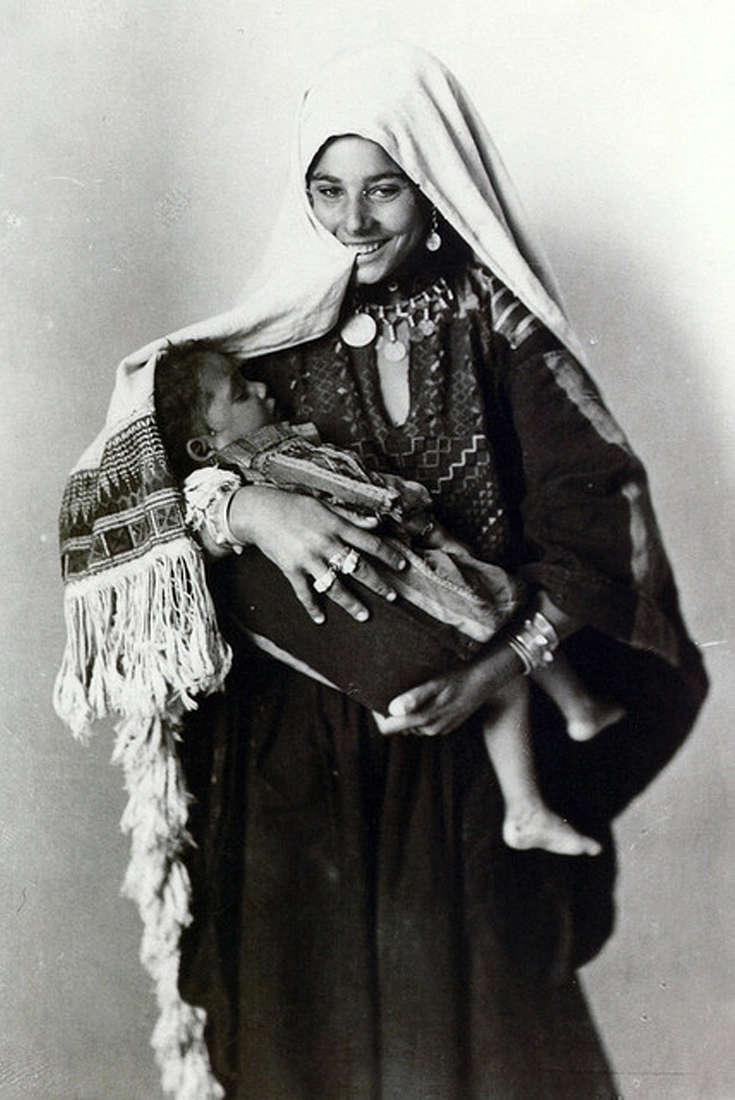
Palestinská matka s dítětem, 1918–1938
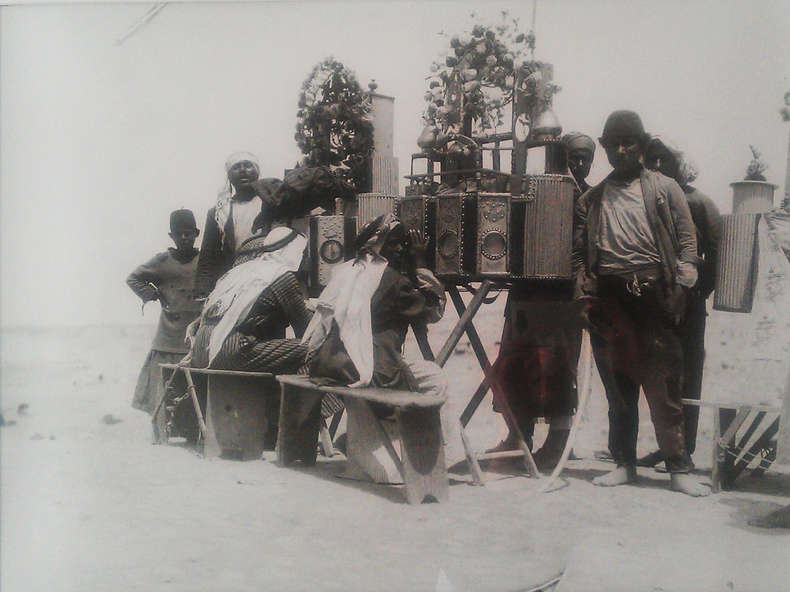
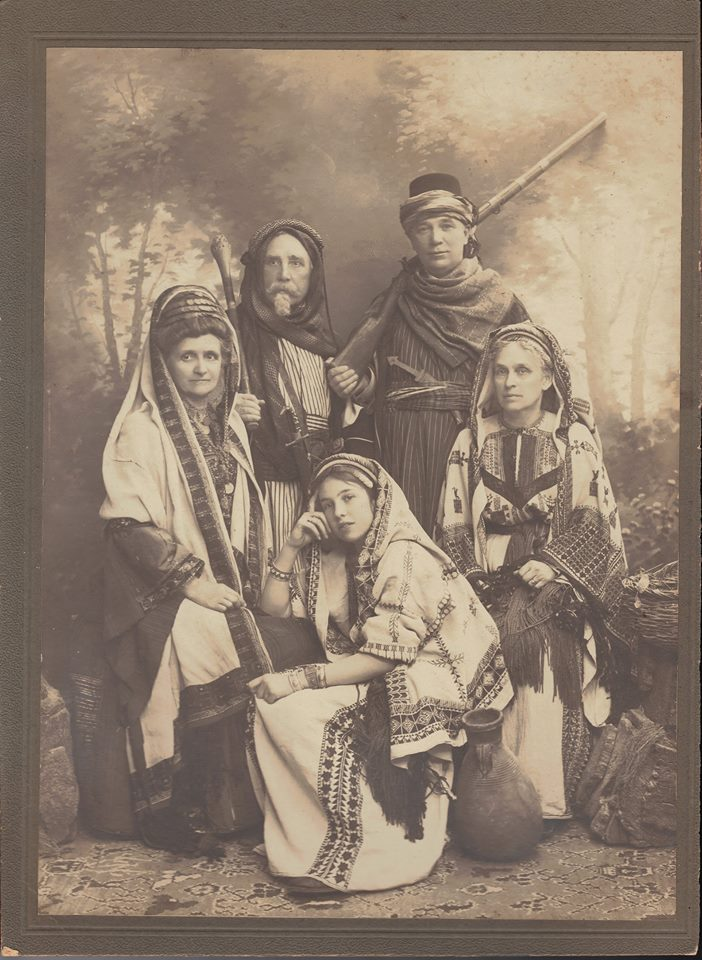
Studiový portrét pěti turistů ve středovýchodním oblečení